# École normale William Ponty

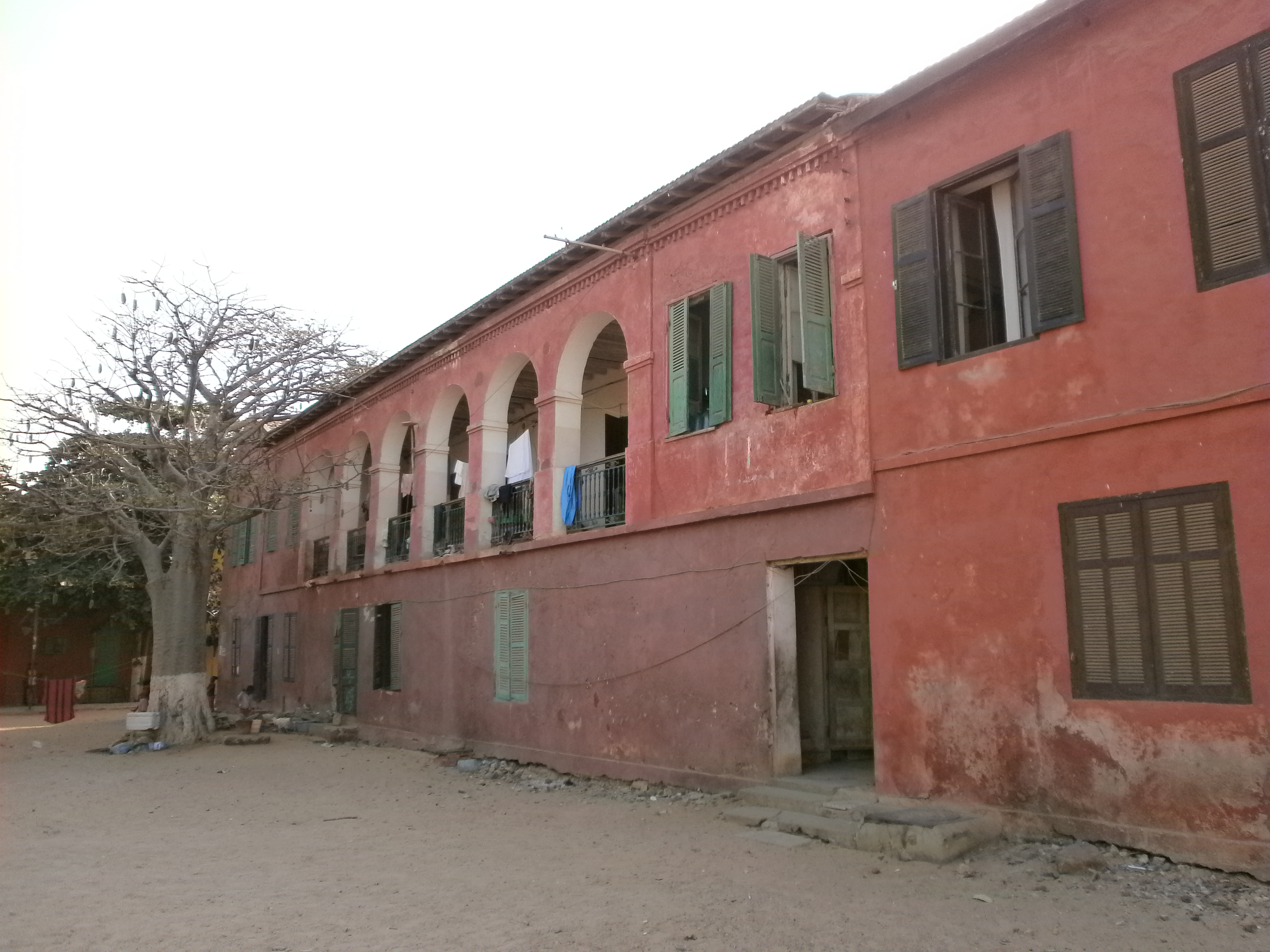
Gebäude der ehemaligen École William Ponty auf Gorée (2011)

Die École normale William Ponty war eine Lehrerbildungsanstalt für Knaben aus Französisch-Westafrika.
Sie befand sich auf der Insel Gorée zugehörig zum heutigen Senegal. Sie bestand von 1903 bis 1965 und galt als Kaderschmiede der indigenen Einwohner Französisch-Westafrikas.

## Geschichte
|                         | 1. Jahr  | 2. Jahr  | 3. Jahr |
| ----------------------- | -------- | -------- | ------- |
| Moral                   | 1 Std.   | 1 Std.   | 1 Std.  |
| Französische Sprache    | 11 Std.  | 11 Std.  | 10 Std. |
| Mathematik              | 7,5 Std. | 7,5 Std. | 6 Std.  |
| Physik und Chemie       | –        | 3 Std.   | –       |
| Tier- und Pflanzenkunde | 2 Std.   | –        | 1 Std.  |
| Hygiene                 | –        | –        | 1 Std.  |
| Landwirtschaft          | –        | –        | 1 Std.  |
| Geschichte              | 2 Std.   | 2 Std.   | 1 Std.  |
| Geografie               | 2 Std.   | 2 Std.   | 1 Std.  |
| Zeichnen                | 2 Std.   | 2 Std.   | 2 Std.  |
| Musik und Singen        | 1 Std.   | 1 Std.   | 1 Std.  |
| Werken                  | 1,5 Std. | 1,5 Std. | 1 Std.  |
| Leibeserziehung         | 5 Std.   | 5 Std.   | 5 Std.  |
| Maschinenschreiben      | –        | –        | 2 Std.  |
| Pädagogik               | –        | –        | 3 Std.  |
| Gesamt                  | 35 Std.  | 36 Std.  | 36 Std. |

Die Lehrerbildungsanstalt der französischen Kolonialverwaltung wurde am 24. November 1903 in Saint-Louis (Senegal), der ehemaligen Hauptstadt Französisch-Westafrikas, gegründet. Sie war darauf ausgerichtet, afrikanische Lehrer und niedrige Verwaltungsbeamte für den Kolonialdienst auszubilden. Die Schulzeit der Pontins dauerte drei Jahre.
Der Generalgouverneur von Französisch-Westafrika William Ponty ließ die Lehrerbildungsanstalt 1913 auf die Insel Gorée vor der Hauptstadt Dakar verlegen. Nach Pontys Tod 1915 wurde die Schule 1916 nach ihm benannt. 1938 wechselte sie auf ihren letzten Standort Sébikotane, einen Vorort von Dakar auf dem Festland.
Für Mädchen wurde mit der École normale de Rufisque im Jahr 1938 unweit von Sébikotane ein Gegenstück zur École normale William Ponty gegründet. Die Schuljahresabschlussfeiern wurden seitdem von den Pontins gemeinsam mit den Rufisquoises aus der Mädchenschule begangen.

## Bedeutung
Zahlreiche Angehörige der politischen und kulturellen Elite in den unabhängigen Nachfolgestaaten Französisch-Westafrikas waren Absolventen der Schule. Eine ähnliche Bedeutung wie die École normale William Ponty für die französischen Kolonien besaßen für das britische Kolonialreich in Afrika die Achimota School und das Makerere College.
Die Schüler wurden an die französische Sprache und Kultur assimiliert und dabei insbesondere mit dem Theater der Französischen Klassik vertraut gemacht. Ab den 1930er Jahren ermutigte sie unter anderem der damalige Schuldirektor Charles Béart, sich mit der Kultur ihrer Herkunftsregionen zu beschäftigen. Am intensiv gepflegten Schultheater der École normale William Ponty entstanden dadurch europäisch-afrikanische Mischformen, die in der französischsprachigen afrikanischen Literatur des 20. Jahrhunderts und bei afrikanischen Theatertruppen wie der Amicale de Niamey deutliche Spuren hinterließen.
Die Sammlung der École normale William Ponty von handgeschriebenen Schülerarbeiten zu afrikanischen Themen zählt seit 2015 zum Weltdokumentenerbe.

## Bekannte ehemalige Schüler
- Sidi Mohamed Ould Cheikh Abdallahi (1938–2020), mauretanischer Politiker, Staatspräsident
- Justin Ahomadégbé (1917–2002), dahomeischer Politiker, Staatspräsident
- Louis Lansana Béavogui (1923–1984), guineischer Politiker, Premierminister
- Nazi Boni (1909–1969), obervoltaischer Schriftsteller und Politiker
- Germain Coffi Gadeau (≈1913–2000), ivorischer Dramatiker
- Georges Condat (1924–2012), französisch-nigrischer Politiker und Diplomat
- Joseph Conombo (1917–2008), obervoltaischer Politiker, Premierminister
- Daniel Ouezzin Coulibaly (1909–1958), ivorisch-obervoltaischer Politiker
- Barcourgné Courmo (1916–1993), nigrischer Politiker
- Bernard Binlin Dadié (1916–2019), ivorischer Schriftsteller
- Mahamane Dan Dobi (1923–1981), nigrischer Politiker und Dramatiker
- René Delanne (1914–1995), nigrischer Gewerkschafter und Politiker
- Amadou Cissé Dia (1915–2002), senegalesischer Politiker
- Mamadou Dia (1910–2009), senegalesischer Politiker, Premierminister
- Saïfoulaye Diallo (1923–1981), guineischer Politiker
- Issa Diop (1922–1997), senegalesischer Manager und Politiker
- Hamani Diori (1916–1989), nigrischer Politiker, Staatspräsident
- Pierre Foulani (1939–2020), nigrischer Physiker
- Amadou Gaoh (1925–2015), nigrischer Politiker
- Boubou Hama (1906–1982), nigrischer Politiker und Intellektueller
- Félix Houphouët-Boigny (1905–1993), ivorischer Politiker, Staatspräsident
- Ibra Kabo (1921–2003), nigrischer Politiker und Diplomat
- Philippe Zinda Kaboré (1920–1947), obervoltaischer Politiker
- Noma Kaka (1920–1993), nigrischer Politiker
- Léopold Kaziendé (1910–1999), nigrischer Politiker burkinischer Herkunft
- Fodéba Keïta (1921–1969), guineischer Schriftsteller, Komponist und Politiker
- Modibo Keïta (1915–1977), malischer Politiker, Staatspräsident
- Issaka Koké (1925–2021), nigrisch-französischer Tierarzt und Politiker
- Harou Kouka (1922–2008), nigrischer Politiker
- Tiemoko Garan Kouyaté (1902–1944), malischer Aktivist
- Souleymane Ly (1919–1994), nigrischer Pädagoge und Politiker
- Hubert Maga (1916–2000), dahomeischer Politiker, Staatspräsident
- Alioune Badara Mbengue (1924–1992), senegalesischer Politiker und Diplomat
- Abdou Moumouni (1929–1991), nigrischer Physiker
- Idé Oumarou (1937–2002), nigrischer Politiker, Diplomat und Schriftsteller
- Abdou Sidikou (1927–1973), nigrischer Politiker und Diplomat
- Fily Dabo Sissoko (1900–1964), malischer Schriftsteller und Politiker
- Naon Charles Somé (* um 1929), burkinischer Fußballfunktionär und -schiedsrichter
- Diallo Telli (1925–1977), guineischer Politiker und Diplomat
- Abdoulaye Wade (* 1926), senegalesischer Politiker, Staatspräsident
- Djibo Yacouba (1923–1968), nigrischer Politiker und Diplomat
- Nabi Youla (1918–2014), guineischer Politiker und Diplomat
- Émile Derlin Zinsou (1918–2016), dahomeischer Politiker, Staatspräsident
- Ikhia Zodi (1919–1996), nigrischer Politiker